# 니부촌 (가가와현 쇼즈군)
니부촌(일본어: 二生村)은 일본 가가와현 쇼즈군에 있던 촌이다. 현재의 쇼도시마정에 해당한다.

## 역사
- 1890년 2월 15일 - 정촌제 시행에 수반해 쇼즈군 니부촌이 성립하였다.
- 1954년 10월 1일 - 이케다정, 미토촌과 합병해 새로운 이케다정이 성립, 동일 니부촌은 폐지되었다.

## 참고 문헌
- 角川日本地名大辞典編纂委員会, 『角川日本地名大辞典 43 香川県』, 1985, 角川書店
- 四国新聞社 編『香川年鑑』 昭和29年、四国新聞社、高松市、1953年10月20日。doi:10.11501/2940066。 NCID BB10788678。OCLC 673819408。